# Troika Games
Troika Games est un ancien studio de développement de jeux vidéo créé en 1998 et fondé par d'anciens employés d'Interplay Entertainement (Tim Cain, Leonard Boyarsky et Jason Anderson, connus notamment pour le jeu Fallout).
La compagnie était connue pour ses jeux profonds et acclamés par la critique, mais criblés de bugs.
Troika Games cesse ses activités en février 2005 pour raisons économiques.

## Jeux développés
Le studio compte trois jeux à son actif :
- Arcanum : Engrenages et Sortilèges (2001) ;
- Le Temple du mal élémentaire (2003) ;
- Vampire: The Masquerade - Bloodlines (2004).